# Pinkjärvi
Pinkjärvi är en sjö i Finland. Den ligger i kommunen Euraåminne (före 2017 delvis i Luvia) i landskapet Satakunta, i den sydvästra delen av landet, 210 km nordväst om huvudstaden Helsingfors. Pinkjärvi ligger 29,3 meter över havet. Den är 7,23 meter djup. Arean är 2,8 kvadratkilometer och strandlinjen är 20,38 kilometer lång. Sjön  ingår i Bottenhavets kustområde.   I omgivningarna runt Pinkjärvi växer i huvudsak blandskog.
I övrigt finns följande i Pinkjärvi:
- Lemmensaari (en ö)
- Koivukari (en ö)
- Savilankari (en ö)
- Pirttikari (en ö)
- Isoluoto (en ö)

I övrigt finns följande vid Pinkjärvi:
- Rekojärvi (en sjö)
- Riihijärvi (en sjö)